# 7396 Rosa-Brusin
7396 Rosa-Brusin è un asteroide della fascia principale. Scoperto nel 1986, presenta un'orbita caratterizzata da un semiasse maggiore pari a 2,9239500 au e da un'eccentricità di 0,0904389, inclinata di 1,66097° rispetto all'eclittica.
Nel 1999 l'asteroide era stato inizialmente battezzato 7396 Brusin per poi essere corretto nella denominazione attuale nel 2025.
L'asteroide è dedicato alla giornalista italiana Silvia Rosa-Brusin.